# ماركو سايلر
ماركو سايلر (بالألمانية: Marco Sailer)‏ (16 نوفمبر 1985 بشفايبيش هال في ألمانيا - ) هو لاعب كرة قدم ألماني في مركز الهجوم. لعب مع دارمشتات 98 وغرويتر فورت وفيهين فيسبادن ونادي آلن ونادي هايدنهايم وVfR Heilbronn ‏.

## روابط خارجية
- ماركو سايلر على موقع قاعدة بيانات كرة القدم.إي يو (الإنجليزية)
- ماركو سايلر على موقع بيانات كرة القدم. دي إي (الألمانية)
- ماركو سايلر على موقع Soccerway.com (الإنجليزية)
- ماركو سايلر على موقع عالم كرة القدم.نت (الإنجليزية)
- ماركو سايلر على موقع AS.com (الإسبانية)